# Poitiers TTACC 86
Le Poitiers TTACC 86 est un club français de tennis de table basé à Poitiers, dans le département de la Vienne.

## Historique
Le club est né en 2006 de la fusion de trois clubs, l'ASPTT Poitiers, le CEP Poitiers et le CCL Fontaine-le-Comte. En 2011, l'équipe féminine accède à la Pro B. Emmenée par une Yuan Zheng invaincue tout au long de l'année, Poitiers termine premier de Pro B lors de sa première saison à ce niveau, ce qui permet au club d'évoluer la saison d'après en Pro A.

## Équipe féminine N1 2010-2011
- Yuan Zheng
- Christelle Durand
- Rheann Chung
- Marion Remaud

Classement en fin de saison : montée en PRO B

## Équipe féminine pro B 2011-2012
- Yuan Zheng
- Christelle Durand
- Rheann Chung
- Marion Remaud

Classement en fin de saison : Champion de PRO B - montée en PRO A

## Équipe féminine pro A 2012-2013
- Yuan Zheng  (N°8)
- Christelle Durand  (N°32)
- Rheann Chung  (N°94)
- Mihaela Georgescu  (N°25)

Classement en fin de saison : 8e - maintien en PRO A

## Équipe féminine pro A 2013-2014
- Yuan Zheng
- Mihaïla Georgescu
- Chloé Martial
- Maria Xiao

Classement en fin de saison : 9e - descente en PRO B

## Équipe féminine pro B 2014-2015
- Jianan Yuan
- Yuan Zheng
- Chloé Martial
- Marie Migot
- Rosa Soposki

Classement en fin de saison : Champion de PRO B - montée en PRO A

## Équipe féminine pro A 2015-2016
- Jianan Yuan
- Yuan Zheng
- Eva Odorova
- Rhean Chung

Classement en fin de saison : 3e - maintien en PRO A

## Équipe féminine pro A 2016-2017
- Jianan Yuan
- Yuan Zheng
- Eva Odorova
- Rhean Chung

Classement en fin de saison : 3e - maintien en PRO A

## Équipe féminine pro A 2017-2018
- Jianan Yuan
- Yuan Zheng
- Eva Odorova
- Anna Rossikhina

Classement en fin de saison : Champion de France - maintien en PRO A

## Équipe féminine pro A 2018-2019
- Jianan Yuan
- Yuan Zheng
- Océane Guisnel
- Eva Odorova

Classement en fin de saison : maintien en PRO A

## Équipe féminine pro A 2019-2020
- Jianan Yuan
- Yuan Zheng
- Océane Guisnel
- Eva Odorova

Classement en fin de saison : maintien en PRO A

## Équipe féminine pro A 2020-2021
- Jianan Yuan
- Yuan Zheng
- Océane Guisnel
- Audrey Matteney

Classement en fin de saison : maintien en PRO A

## Équipe féminine pro A 2021-2022
- Jianan Yuan (N°6)
- Yuan Zheng (N°19)
- Océane Guisnel (N°37)
- Audrey Matteney (N°58)
- Coach : Laure Le Mallet

Classement en fin de saison : maintien en PRO A

## Équipe féminine pro A 2022-2023
- Jianan Yuan
- Yuan Zheng
- Océane Guisnel
- Andrea Todorovic
- Coach : Laure Le Mallet

Classement en fin de saison : maintien en PRO A

## Équipe féminine pro A 2023-2024
- Jianan Yuan (N°2)
- Andrea Todorovic (N°43)
- Filippa Bergand (N°50)
- Sara Ramirez-Bermudez (N°50)
- Yuan Zheng
- Coach : Laure Le Mallet

Classement en fin de saison : maintien en PRO A

## Équipe féminine pro A 2024-2025
- Jianan Yuan (N°3)
- Jiaduo  Wu (N°20)
- Andrea Todorovic (N°35)
- Sara Ramirez-Bermudez (N°53)
- Coach : Laure Le Mallet

## Palmarès
- Championnat de France de Pro A (1)
  - Champion en 2018

- Championnat de France de Pro B (2)
  - Champion en 2012 et 2015

## Bilan par saison
| Saison    | Championnat | Cl       | Pts | J  | V  | N | D  | Pp | Pc | Diff |
| --------- | ----------- | -------- | --- | -- | -- | - | -- | -- | -- | ---- |
| 2017-2018 | PRO A       | Champion | 36  | 14 | 11 | 0 | 3  | 36 | 20 | +16  |
| 2016-2017 | PRO A       | 3e       | 26  | 12 | 7  | 0 | 5  | 26 | 23 | +3   |
| 2015-2016 | PRO A       | 3e       | 31  | 14 | 7  | 0 | 4  | 42 | 29 | +13  |
| 2014-2015 | PRO B       | Champion | 42  | 16 | 11 | 4 | 1  | 58 | 26 | +32  |
| 2013-2014 | PRO A       | 9e       | 30  | 18 | 3  | 6 | 9  | 37 | 59 | -22  |
| 2012-2013 | PRO A       | 8e       | 28  | 18 | 3  | 4 | 11 | 41 | 62 | -21  |
| 2011-2012 | PRO B       | Champion | 45  | 18 | 11 | 5 | 2  | 62 | 33 | +29  |